# Oreoneta banffkluane
Espèce
Oreoneta banffkluane est une espèce d'araignées aranéomorphes de la famille des Linyphiidae.

## Distribution
Cette espèce est endémique du Canada. Elle se rencontre en Alberta et au Yukon de 800 à 2 000 m d'altitude,.

## Description
Le mâle holotype mesure 3,18 mm et les femelles de 2,98 à 3,10 mm.

## Étymologie
Son nom d'espèce lui a été donné en référence au lieu de sa découverte, le parc national de Banff et le parc national et réserve de parc national de Kluane.

## Publication originale
- Saaristo & Marusik, 2004 : Revision of the Holarctic spider genus Oreoneta Kulczyński, 1894 (Arachnida: Aranei: Linyphiidae). Arthropoda Selecta, vol. 12, no 3/4, p. 207-249 (texte intégral).